# Virginia Carroll
Virginia Carroll (Los Angeles, 2 dicembre 1913 – Santa Barbara, 23 luglio 2009) è stata un'attrice statunitense.

## Filmografia parziale

### Cinema
- Raiders of the West, regia di Sam Newfield (1942)
- Lake Placid Serenade, regia di Steve Sekely (1944)
- Frontier Agent, regia di Lambert Hillyer (1948)
- Triggerman, regia di Howard Bretherton (1948)
- I banditi della città fantasma (Bad Men of Tombstone), regia di Kurt Neumann (1949)
- Flash! Cronaca nera (Headline Hunters), regia di William Witney (1955)
- Uno sconosciuto alla mia porta (Stranger at My Door), regia di William Witney (1956)
- Operazione Normandia (D-Day the Sixth of June), regia di Henry Koster (1956)

### Televisione
- The Roy Rogers Show – serie TV, 5 episodi (1952-1956)
- Stage 7 – serie TV, episodio 1x17 (1955)
- Navy Log – serie TV, episodio 1x11 (1955)
- Dragnet – serie TV, 4 episodi (1956-1959)

## Vita privata
Dal 1936 al 1952 (morte del marito) è stata sposata con l'attore Ralph Byrd, da cui ha avuto un figlio. Rimase vedova una seconda volta: sposata con Lloyd McLean nel 1957, il suo secondo marito morì nel 1969.